# Szabadfogású birkózás
A szabadfogású birkózás egy dinamikus és izgalmas küzdősport, amelyben a versenyzők célja az ellenfél két vállra fektetése (tus), vagy a mérkőzésidő letelte utáni pontozásos győzelem. A kötöttfogású birkózással ellentétben a szabadfogásban a birkózók a teljes testet támadhatják, beleértve a lábakat is, ami sokkal több fogáslehetőséget és akciót eredményez.
Története röviden: A birkózás ősidők óta jelen van a különböző kultúrákban. A modern olimpiai játékokon már 1896-ban szerepelt a kötöttfogású birkózás, a szabadfogás pedig az 1904-es St. Louis-i olimpián mutatkozott be. Kezdetben súlycsoportok nélkül versenyeztek, majd fokozatosan alakultak ki a ma is ismert kategóriák. A nők szabadfogású birkózása a 2004-es athéni olimpián debütált.
A szabadfogású birkózás szabályai:
- Cél: Az ellenfél két vállának a szőnyeggel való érintése legalább egy másodpercig (tus), vagy több pont szerzése a mérkőzésidő alatt.
- Mérkőzésidő: A mérkőzések általában két háromperces menetből állnak. Döntetlen esetén egy harmadik, úgynevezett ráadás menet következik. A győzelemhez két menetet kell nyerni.
- Pontozás: A bírók pontokat adnak a különböző sikeres fogásokért, dobásokért és az ellenfél tusveszélyes helyzetbe hozásáért. A pontok értéke a fogás nehézségétől és az elért pozíciótól függően egytől ötig terjedhet.
- Technikai fölény: Szabadfogásban 8 pont különbség elérése technikai fölényt jelent, és a mérkőzés véget ér.
- Tiltott fogások és cselekedetek: Számos veszélyes vagy sportszerűtlen fogás és cselekedet tilos, mint például a szembe nyúlás, harapás, hajhúzás, vagy az ellenfél szándékos sérülést okozó támadása.
- Felszerelés: A versenyzőknek vállpántos birkózómezben és birkózócipőben kell küzdeniük.

A szabadfogású birkózás technikái: A szabadfogás rendkívül változatos technikákat ölel fel, kihasználva a lábak támadó és védő szerepét is. Néhány alapvető technika:
- Lábtámadások: Különböző lábfogások az ellenfél egy vagy mindkét lábára, melyek célja a földre vitel.
- Dobások: Az ellenfél felemelése és a szőnyegre való juttatása különböző módon (pl. karhajítás, csípődobás, válldobás).
- Földharc technikák: Az ellenféllel szembeni pozíciós harc a szőnyegen, pörgetések, billentések, leszorítások céljából.
- Védekezés: Különböző módszerek az ellenfél támadásainak kivédésére és a kedvezőtlen pozíciók elkerülésére.

Magyar sikerek a szabadfogású birkózásban: A magyar birkózásnak gazdag hagyományai vannak mind a kötött-, mind a szabadfogású szakágban. Számos magyar birkózó ért el kiemelkedő eredményeket a nemzetközi porondon, olimpiai és világbajnoki címeket szerezve. Bár a kötöttfogásban talán több a történelmi siker, a szabadfogásban is voltak és vannak kiváló magyar versenyzők. Kovács István 1979-ben szerezte az első magyar szabadfogású világbajnoki címet. Hosszú idő után, 2023-ban Muszukajev Iszmail is világbajnok lett szabadfogásban, ami hatalmas öröm volt a magyar birkózótársadalom számára. Emellett számos más magyar birkózó szerzett érmeket Európa- és világbajnokságokon, olimpiai játékokon is a szabadfogású kategóriában.
A szabadfogású birkózás egy komplex sportág, amely erőt, gyorsaságot, technikát és taktikai érzéket követel. A sokoldalúsága és a dinamikus küzdelmek miatt a nézők számára is rendkívül izgalmas.